# Capela de São Brás (Alvaredo)
A Capela de São Brás localiza-se na freguesia da Alvaredo, município de Melgaço, Distrito de Viana do Castelo, em Portugal.

## Características
De construção mais recente, exemplar de arquitectura religiosa do século passado, a pequena capela de adoração a São Brás apresenta uma planta longitudinal dividida internamente em uma nave única com abside quadrada.

## Galeria

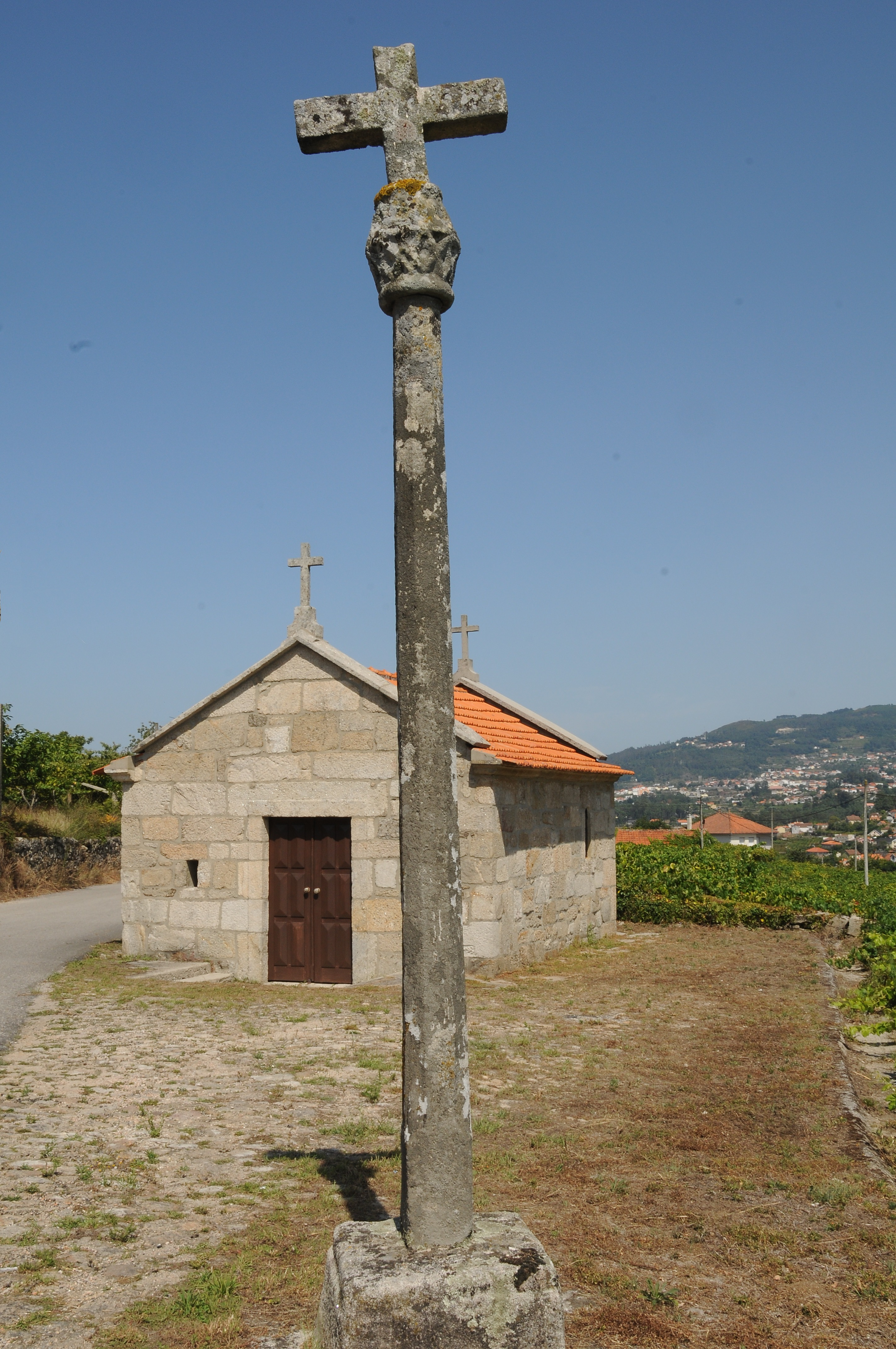
Capela e Cruzeiro
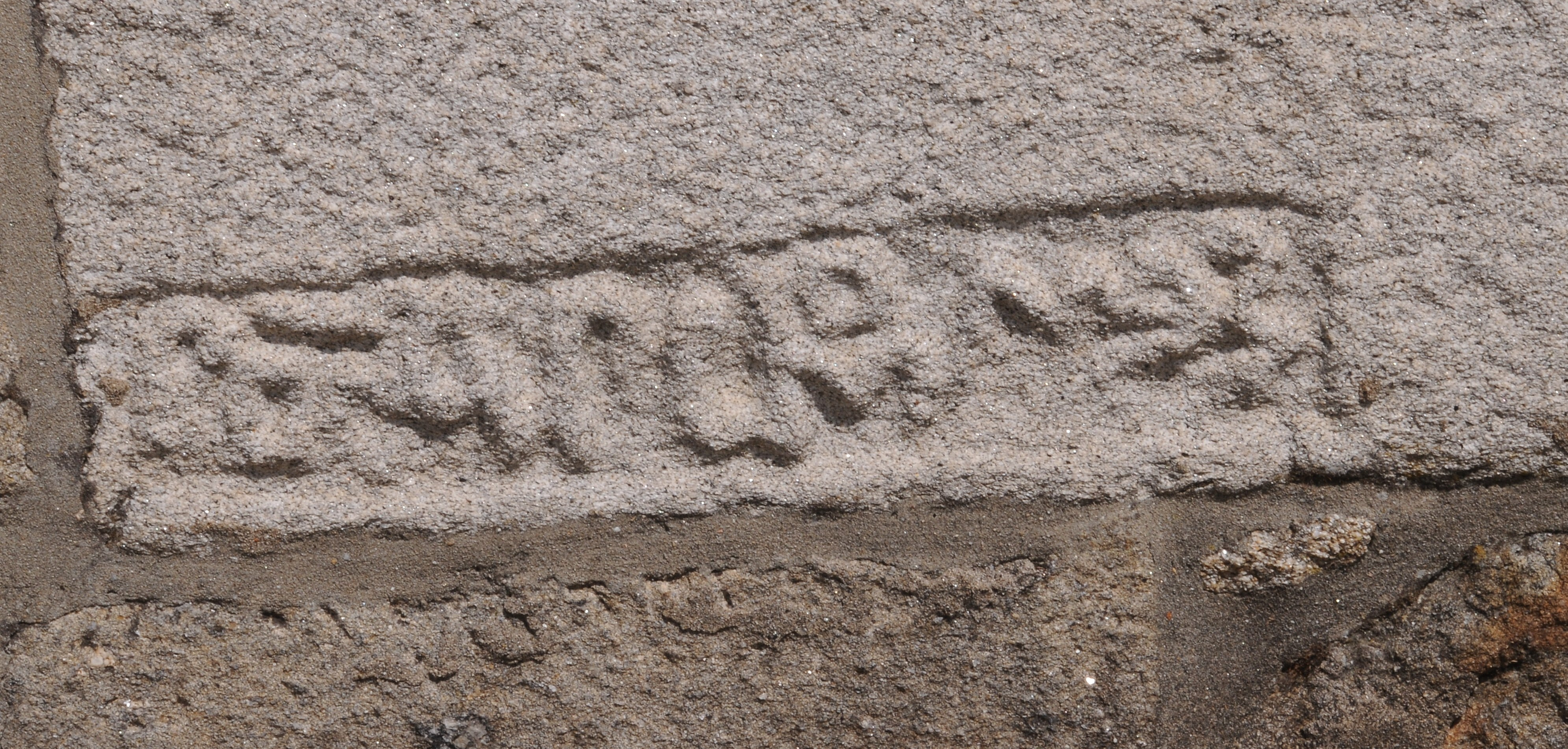
Inscrição
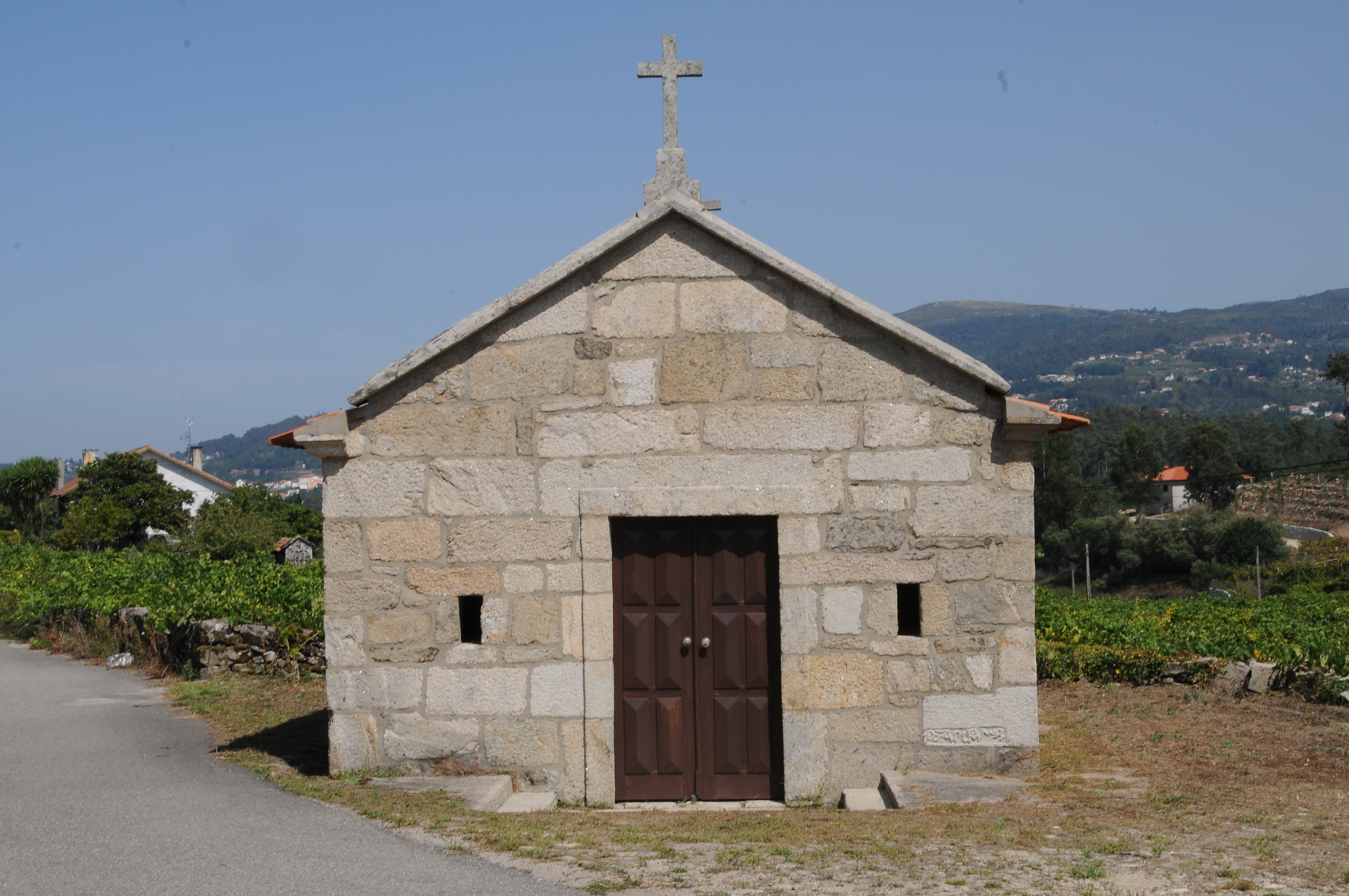
Capela